# Чкалово (Крым)
Чка́лово (укр. Чкалове, крымскотат. Çkalovo, Чкалово) — село в Нижнегорском районе Республики Крым, центр Чкаловского сельского поселения (согласно административно-территориальному делению Украины — Чкаловского сельского совета Автономной Республики Крым).

## Население
| 2001 | 2014  |
| ---- | ----- |
| 1469 | ↘1098 |

Всеукраинская перепись 2001 года показала следующее распределение по носителям языка
| Язык             | Процент |
| ---------------- | ------- |
| русский          | 65.76   |
| украинский       | 16.13   |
| крымскотатарский | 13.75   |
| другие           | 0.41    |

### Динамика численности
- 1989 год — 1410 чел.[10]
- 2001 год — 1469 чел.
- 2009 год — 1309 чел.[11]
- 2014 год — 1098 чел.[12]

## Современное состояние
На 2017 год в Чкалово числится 13 улиц; на 2009 год, по данным сельсовета, село занимало площадь 244,7 гектара на которой, в 470 дворах, проживало 1309 человек. В селе действуют средняя школа, детский сад «Теремок», амбулатория общей практики семейной медицины, отделение почты России, сельский дом
культуры библиотека-филиал № 20., станция скорой помощи, храм иконы Божией Матери «Споручница грешных». Чкалово связано автобусным сообщением с Симферополем, райцентром и соседними населёнными пунктами

## География
Чкалово — село на северо-западе района, в степном Крыму, высота центра села над уровнем моря — 8 м. Ближайшие сёла: Великоселье в 5 км на запад, Пшеничное в 3,5 км на север и Луговое в 3 км на восток. Расстояние до райцентра — около 28 километров (по шоссе), ближайшая железнодорожная станция — Азовская (на линии Джанкой — Феодосия) — примерно в 23 километрах. Транспортное сообщение осуществляется по региональным автодорогам 35Н-384 Уютное — Зоркино — Чкалово и 35Н-385 Чкалово — Сливянка (по украинской классификации — С-0-10928 и С-0-10929).

## История
По данным «Истории городов и сёл Украины», село было основано в 1924 году в составе ещё Джанкойского района, но в Списке населённых пунктов Крымской АССР по Всесоюзной переписи 17 декабря 1926 года оно не значится. По данным Якова Пасика, с сайта «Еврейские населенные пункты в Крыму до 1941 г.», село было основано, как еврейский переселенческий участок № 66а, вначале называвшийся Фрайлебен. Постановлением ВЦИК «О реорганизации сети районов Крымской АССР» от 30 октября 1930 года был создан Сейтлерский район (по другим сведениям 15 сентября 1931 года) и село включили в состав нового. Название Чкалово присвоено также в довоенные годы (изначально было — Чкаловск). Вскоре после начала отечественной войны часть еврейского населения Крыма была эвакуирована, из оставшихся под оккупацией большинство расстреляны.
В 1944 году, после освобождения Крыма от фашистов, 12 августа 1944 года было принято постановление № ГОКО-6372с «О переселении колхозников в районы Крыма» и в сентябре 1944 года в Азовский район Крыма приехали первые новоселы (162 семьи) из Житомирской области, а в начале 1950-х годов последовала вторая волна переселенцев из различных областей Украины. С 25 июня 1946 года Чкалово в составе Крымской области РСФСР, а 26 апреля 1954 года Крымская область была передана из состава РСФСР в состав УССР. Время включения в Ковровский сельсовет пока не установлено: на 15 июня 1960 года село уже в его составе. Указом Президиума Верховного Совета УССР «Об укрупнении сельских районов Крымской области» от 30 декабря 1962 года Азовский район был упразднён и село присоединили к Джанкойскому
. 1 января 1965 года Указом Президиума ВС УССР «О внесении изменений в административное районирование УССР — по Крымской области» включили в состав Нижнегорского. С 1974 года — центр сельсовета (до этого входило в Ковровский). По данным переписи 1989 года в селе проживало 1410 человек. С 12 февраля 1991 года село в восстановленной Крымской АССР, 26 февраля 1992 года переименованной в Автономную Республику Крым. С 21 марта 2014 года в составе Крыма аннексировано Россией.